# Итьо Итев
Итьо Итев е български драматичен артист, участвал във второстепенни роли в киното. Роден е в село Каравелово. Работи във ВМЗ Сопот, след това завършва ВИТИЗ „Кръстьо Сарафов“. Работи в Пернишкия драматичен театър.

## Филмография
- „Време на насилие“ (1988 г.), реж. Людмил Стайков
- „Време разделно“ (1988 г.), 2 серии, реж. Людмил Стайков
- „Борис I (филм)“ (1985 г.), реж. Борислав Шаралиев
- „Страстна неделя“ (1986 г.), реж. Иван Кавалджиев
- „Дом за нашите деца“ (1987 г.), реж. Неделчо Чернев
- Неизчезващите (5-сер. тв, 1988)
- Хора и богове (3-сер. тв, 1979)
- Бой последен (1977)
- Петимата от РМС (5 серии, 1977) - (в 3 серии: I, III, IV)
- Записки по българските въстания (13 серии, 1976-1980) - (в 1-ва серия)